# Garner (Iowa)
Garner város az USA Iowa államában, Hancock megyében, melynek megyeszékhelye is. Lakosainak száma 3065 fő (2020. április 1.).

## Népesség
A település népességének változása:
| Lakosok száma | 321  | 2922 | 3129 | 3065 |
|               | 1880 | 2000 | 2010 | 2020 |